# Pterodroma incerta
El petrel de Schlegel, también fardela de alas oscuras, petrel cabeza parda, o petrel atlántico, (Pterodroma incerta) es una especie de petrel endémico del sur del océano Atlántico, habita desde Brasil hasta Namibia. Se reproduce en grandes colonias en Tristán de Acuña y la isla Gough, se estima que su población es de 5 000 000 de ejemplares, está clasificada como vulnerable. Se alimenta principalmente de calamares, de pequeños peces y crustáceos.